# Prado de la Guzpeña
Prado de la Guzpeña település Spanyolországban, León tartományban. Lakosainak száma 104 fő (2024).

## Földrajza
Prado de la Guzpeña Cebanico, Cistierna és Valderrueda községekkel határos.

## Népesség
A település lakosságának változását az alábbi diagram mutatja:
| Lakosok száma | 158  | 138  | 140  | 138  | 138  | 143  | 123  | 107  | 103  | 104  |
|               | 2001 | 2004 | 2007 | 2009 | 2012 | 2014 | 2017 | 2019 | 2022 | 2024 |